# Полоцци, Жозе Фернандо
Жозе Фернандо Полоцци (порт. José Fernando Polozzi; 1 октября 1955, Ловейра) — бразильский футболист и футбольный тренер. Выступал на позиции центрального защитника.

## Карьера
Полоцци родился в городе Ловейра, но когда ему было 5 лет, его семья переехала в Виньеду, где и прошло детство Полоцци. Когда Полоцци был ещё маленьким, его родители начали спорить о судьбе сына: отец видел Жозе Фернандо только футболистом, а мать, Бенедита Камарго, хотела, чтобы он стал инженером. Но сам Полоцци очень любил футбол, а потому Бенедита смирилась с выбором сына и помогала ему в начале его карьеры.
В юные годы Полоцци пошёл на просмотр в клуб «Понте-Прета», в котором играл за команды нескольких возрастов возрастов. Затем он играл за молодёжку «Гуарани», а затем вновь за «Понте-Прету», где он смог завоевать место в основе команды, получи шанс после травм основных защитников клуба. В составе молодёжной «Понте-Преты» он дошёл до финала Кубка Сан-Паулу, но в финальном матче участия не принимал из-за удаления. С 1974 года Полоцци выступал за первую команду «Понте-Преты», где составил дуэт центральных защитников клуба с Оскаром. В 1977 году Полоцци занял с клубом 2-е место в чемпионате штата Сан-Паулу и получил «Серебряный мяч», став лучшим центральным защитником чемпионата. Вследствие этого он был вызван в состав сборной Бразилии, поехавшей на чемпионат мира 1978, но там Полоцци на поле не выходил: в сборной он был только резервистом Амарала. После чемпионата мира, Полоцци снизил свой уровень игры в клубе и оказался на скамейке запасных. В 1979 году он принял решение покинуть клуб и перешёл в «Палмейрас», заплативший за трансфер 5 млн крузейро.
В составе «Палмейраса» Полоцци выступал 3 сезона, но в те годы наивысшим достижением команды стало 2-е место в чемпионате штата. И уже во втором сезоне в команде Полоцци осел в запасе из-за травмы колена и болезни почек, после которой он долго лечился. Затем он играл за клубы «Ботафого» из Рибейран-Прету, «Бангу», вновь «Палмейрас», в составе которого Полоции, в общей сложности провёл 127 матчей и забил 8 голов. Потом выступал за «Операрио», выиграв с клубом чемпионат штата Мату-Гроссу-ду-Сул, «Серрано», «Бандейранте», «Аракатубу», «Линенсе» и «Империо Толедо». Завершил игровую карьеру Полоцци в клубе «Гремио Тирадентес».
Завершив карьеру игрока, Полоцци начал тренерскую карьеру, возглавив в 1995 году клуб «Тупан». После этого он работал со множеством команд, самыми большими успехами его стали выход из дивизиона А3 в дивизион А2 чемпионата штата Сан-Паулу с клубом «Гуаратингета» и выход команды «Ривер» (Терезина) в серию С чемпионата Бразилии. В 2009 году Полоцци возглавил клуб «Франкана» и смог привести клуб к серии беспроигрышных матчей, но затем был неожиданно уволен, однако спустя 4 месяца, 20 сентября, Полоцци вновь был назначен тренером «Франканы».

## Личная жизнь
Полоцци женат, у него четверо детей — три мальчика и одна девочка.

## Достижения

### Командные
- Чемпион штата Мату-Гроссу-ду-Сул: 1986

### Личные
- Обладатель Серебряного мяча Бразилии: 1977